# سنتا التقدميين
سنتا التقدميين (بالإسبانية: bienio progresista) تلفظ بالإسبانية: ‎/ˈbjenjo pɾoɣɾeˈsista/‏ هي إحدى حقب التاريخ الإسباني واستمرت مدة سنتين من يوليو 1854 إلى يوليو 1856، حيث حاول الحزب التقدم إصلاح النظام السياسي في عهد إيزابيل الثانية بعدما كان يهيمن عليها حزب الوسط منذ 1843 في فترة سميت بالعشرية المعتدلة. وبعد فشل تلك الحكومات في العقد السابق. افتتح سنتي التقدميين بثورة 1854 من زعيم المعتدلين الجنرال «المتزمت» ليوبولدو أودونيل. وانتهت مع التخلي عن حكومة الجنرال بالدوميرو إسبارتيرو التقدمية. كان التقدميين أو العشرينيون دعاة ليبرالية متطرفة، وعلى النقيض من المعتدلين دعاة الليبرالية المحافظة أنصار دستور إسبانيا 1812.

## البداية
بعد عشر سنوات من حكم المعتدلين، أضحى الإسبان مدركين مدى الفساد الحكومي الهائل في نظام المعتدلين الراسخ. وعلاوة على ذلك، فقد حرم الجميع من حق التصويت عدا الأغنياء مما ترك أقل من واحد في المئة من السكان المؤهلين للمشاركة في السياسة الانتخابية في البلاد. فالظلم الواضح من هذا الوضع أثار موجة احتجاجات والحركات الهدامة. وقد تزعم تلك الحركات القادة الليبراليين الذين لم يكونوا متفقين مع الحكومة المعتدلة. أما التقدميين وهم الجزء الأكبر ومعهم أيضا بعض المعتدلين مثل جنرال ليوبولدو أودونيل الذين كانوا يعارضون الفساد المستشري بالبلد والحكومة غير الفعالة.
شهدت إقالة رئيس الوزراء خوان برافو موريللو أواخر 1852 تراجعا متسارعا في حكومة حزب الوسط. حيث حاولت أن تحكم بمرسوم ملكي وأن تتجاهل الدستور. مما أثار التأليب عليها حتى من نفس قادة حزبها البارزين، فقد كانوا غير راضين عن الحكومة التي اختارتهم الملكة الأم ماريا كريستينا دي بوربون. وقد كان كلا من فرانسيسكو مارتينيز دي لا روزا واليخاندرو مون وليوبولدو أودونيل يريدون حكومة جديدة تعيد الثقة في البلاد دون تسليم السلطة إلى التقدميين، لكنهم استبعدوا من أي دور في الحكومة.

## فيكالفارو
بدأت الاحتجاجات في شوارع سرقسطة في فبراير 1854، ومن ثم امتدت إلى جميع أنحاء البلاد بحلول يوليو. أما أودونيل الذي كان مختبئا في مدريد خلال موجة من اضطهاد الشخصيات البارزة التي لا تتوافق مع النظام الحالي، فقد تمكن في 28 يونيو 1854 من توحيد قوى متنوعة لمواجهة القوات الموالية للحكومة في فيكالفارو جنوب شرق مدريد، حيث طالب بحكومة جديدة من شأنها أن تنهي الفساد، وأوضح يأنه يحترم الملكة إيزابيلا ويوقرها ولكن ليست لحكومتها شيء من ذلك. وقد سميت محاولة التمرد تلك باسم لا فيكالفارو. انها وإن كانت لم تسفر عن سقوط فوري للحكومة، إلا أن المحاولة لم تسحق. فخلال الأسابيع التالية أعلن الجيش في برشلونة أنه أيضا مؤيد لتمرد لا فيكالفارو.
تراجع الجنرال أودونيل مع قواته إلى الجنوب، حيث التقى بالجنرال التقدمي سيرانو. حيث أصدرا معا بيان مانزاناريس في 7 يوليو 1854:
نتمنى الحفاظ على العرش ولكن بدون البطانة السيئة؛ ونحن نرجو أيضا ممارسة صارمة للقوانين الأساسية، قبل كل شيء تلك الانتخابات والصحافة (...)؛ نرجو من أصحاب الأسبقية والكفاءة أن تحترم في العمل المدني والعسكري (...)؛ نود أن ترفع من السكان، فالمركزية تلتهمهم، ويجب منحهم الاستقلال الذاتي اللازم لحفظ وتقوية مصالحهم الخاصة. وضمانا لكل ما نتمنى ونضع أنفسنا على أساس متين، وكذلك الميليشيا الوطنية. هذه هي نوايانا، التي نعبر بصراحة دون فرضها على الأمة. أجهزة الحكومة يجب أن تتشكل في المقاطعات الحرة، والبرلمان سيجلبها لهم معا، واخيرا فإن الأمة نفسها هي من تضع الأطر المحددة لتجديد الليبرالية التي نصبو إليها. لقد كرسنا سيوفنا لإرادة الوطن، ولن يغمد لهم حتى ترضى تلك الإرادة.

وقد تم توزيع هذا البيان على الجماهير يدعوهم إلى الانتفاض لدعمهم. فأتى ردة الفعل الشعبية مباشرة، فاندلعت الثورات والهيجان الشعبي في أنحاء البلاد دعما للبيان. فاحتل المتظاهرين مع العسكر شوارع مدريد في 17 تموز، (وكذلك ثارت انتفاضات عنيفة في كلا من شقر وقونكة ولوغرونيو وفالنسيا وسرقسطة) مما هدد حياة الملكة الأم ماريا كريستينا التي اضطرت إلى الفرار واللجوء. وكانت النتيجة ثورة عامة فتحالف معهم العمال الكتالونيين أنفسهم.
لم يكن للملكة إيزابيلا الثانية أي خيار سوى تنفيذ مطالب البيان. وهنا بدأت سنتا التقدميين.

## التنمية
كان سنتي التقدميين فترة كاملة من الوهم والأمل لدى قطاعات كبيرة من الشعب. حاولت الحكومة الجديدة التي قادها بالدوميرو إسبارتيرو أن تضع بيان مانزاناريس إلى واقع عملي، لكنها في النهاية فشلت في تحقيق ذلك.

### الحكومة الجديدة والخطوات الأولى
بعد يومين فقط من دخوله مدريد منتصرا، شكل الجنرال إسبارتيرو حكومته، حيث نال فيها الجنرال أودونيل وزارة الحربية. ونال التقدمي «المتشدد» خواكين فرانسيسكو باتشيكو على حقيبة الخارجية. أما بقية الوزارات فقد أخذتها شخصيات ثانوية من «متشددي» حزب الوسط و«معتدلي» حزب التقدم.
أول إجراء اتخذته الحكومة الجديدة كان أول خيبة أمل لأولئك الذين شاركوا ب«المجالس الثورية» للمقاطعات في الانتفاضة الشعبية حيث انتقلت مجالسهم إلى هيئات استشارية وعلقت التدابير التي اعتمدوها، وخاصة إلغاء ضريبة الاستهلاك المكروهة، فلم تتمكن الحكومة من استبدالها مع الاستحالة بفعل ذلك مثل غيرها من الضرائب. وجاءت خيبة الأمل الثانية في 14 أغسطس عندما اندلعت مظاهرات عمال الأشغال العامة يطالبون بزيادة الأجور «وعدم السماح بالراتب المقطوع» إلا أن تلك المظاهرات قد قمعتها الميليشيا الوطنية المستعادة والتي كانت مهمتها وفقا للحكومة الجديدة هي الدفاع عن «النظام الجديد». وقعت خيبة الأمل الثالثة في 25 أغسطس عندما لم تف الحكومة بالتزامها بالحكم على الملكة الأم ماريا كريستينا دي بوربون واخراجها «طردها» مع زوجها أوغستين فرناندو مونيوز إلى البرتغال. وعندما احتج الديمقراطيون محاولين التمرد تدخلت الميليشيا الوطنية مرة أخرى فنزعت سلاحهم وأرسلتهم إلى السجن.

### مناقشة الدستور الجديد
وفت الحكومة بوعدها بإجراء انتخابات تأسيسية للبرلمان وفقا للقانون الانتخابي لسنة 1837 مما أدى إلى زيادة عدد الناخبين مئة ألف شخص ممن يحق لهم التصويت في العشرية المعتدلة إلى حوالي 500,000. وبالإضافة إلى ذلك، استعيض عن دوائر ذات العضو الواحد حسب قانون 1846 إلى دوائر مقاطعاتية. جرت الانتخابات في أكتوبر وكان النصر للمرشحين الحكوميين - حصلوا على حوالي 240 مقعدا - فاندمجوا في مايسمى ب «الاتحاد الليبرالي» التي شكلها المعتدلين «المتشددون» من بينهم الشاب أنطونيو كانوباس ديل كاستيو والتقدميين «المعتدلين» بقيادة مانويل كورتينا. أما الجماعات المعارضة فشكلت من اليمين المعتدل الذين حصلوا على عشرين مقعدا، ومن اليسار أي الحزب الديمقراطي على عدد مماثل من المقاعد. ومن يسار الوسط على سبعين من «متشددي» نواب التقدم ممن لم يدخلوا في الاتحاد الليبرالي.
افتتحت الجمعية التأسيسية دورتها يوم 8 نوفمبر 1854 ثم بدأ النقاش حول الدستور الجديد الذي سيحل محل دستور عام 1845. سببت الموافقة على التسامح الديني الخجول (المادة الثانية للدستور، بعد الترسيخ بأن الأمة ملتزمة بدعم «الدين الكاثوليكي الذي اعتنقه الإسبان والقائمين عليه»، وأنه لاأحد سيتعرض للاضطهاد بسبب آرائه ومعتقداته الدينية حتى يظهر ذلك جليا من خلال أفعال عامة مخالفة للدين.) احتجاجات الأساقفة الإسبان وتم قطع العلاقات مع الفاتيكان، وتفاقمت عندما تمت الموافقة على «قانون المصادرة المدنية والكنسية العامة»، المعروف باسم مصادرة مادوث، باسم الوزير الذي روج للموافقة عليها. وجاءت الضغوط من رجال الدين الكاثوليك على الملكة، التي رفضت الموافقة على المشروع خوفا من فقدان التاج إلا أن القانون صدر في 1 مايو 1855. وبرزت في ذلك الحين بعض الأحزاب الكارلية بتشجيع من الاحتجاجات الدينية. بيد إن اقتراح الديمقراطيين ب«حرية الدين» لم تتم الموافقة عليه، فقد رفضته مجموعات أخرى داخل مجلس النواب. كما أنها لم تقبل مقترحاتهم بإقامة التعليم الابتدائي المجاني أو قانون الاقتراع العام (الذكور)

### الإضراب العام في كاتالونيا 1855
إحدى المشاكل التي واجهتها حكومة إسبارتيرو هي تنامي الاضطرابات العمالية في كاتالونيا وتحديدا في برشلونة، فقد كشفت عن صراع حول مكائن الآلية. ففي كتالونيا وعلى عكس بقية أسبانيا، ساهم عمالها مساهمة كبيرة في ثورة 1854، وتلقت أخبار صعود الجنرال إسبارتيرو إلى السلطة ابتهاجا كبيرا بين طبقات الشعب. وبفضل الحرية الجديدة المكتسبة وتسامح الحكومة ارتقت الإتحادات والنقابات العمالية وازداد عددها إلى حوالي ثلاثين اتحاد فشكلت المجلس المركزي. إلا أن القائد الجديد لكاتالونيا القبطان العام ثاباتيرو انهى حدود التسهيلات وشرع في سياسة قمع للحركة العمالية التي شملت عقوبة الإعدام للزعيم العمالي خوسيه بارسيلو بتهمة جريمة مزعومة هي السرقة مع القتل. ثم تم حظر تلك الإتحادات والنقابات في 21 يونيو 1855 وألغيت الاتفاقات الجماعية بين أصحاب العمل والعمال التي كانت تنظم الحياة العمالية عندما بدأ عمال الغزل والنسيج كفاحهم ضد استخدام آلات الغزل الآلية المسماة (selfactinas مترجمة من الإنجليزية وتعني «self-acting» أي ذاتية العمل). حيث سجن ورحل العديد من القيادات الجمهوريين والعمالية لانهاء الاضرابات ومشاكل العمل".
وجاء رد فعل العمال على التدابير القمعية للقبطان العام لثاباتيرو بإعلان الإضراب العام الذي بدأ يوم 2 يوليو 1855، وكان الأول من نوعه في تاريخ إسبانيا. وانتشر الإضراب العام 1855 [الإسبانية] إلى جميع مناطق كتالونيا الصناعية، حيث كانت الأعلام الحمراء مع شعار «فيفا إسبارتيرو. الاتحاد أو الموت. الخبز والعمل». عاد المضربين للعمل فقط عندما أرسل الجنرال إسبارتيرو ممثلا شخصيا إلى برشلونة طلب منهم أن يثقوا به، وأنه «ابن الشعب الذي لم يخدع الشعب أبدا». ثم أعدت اتحادات العمال والنقابات لائحة وأرسلت إلى مدريد تدعو لإصدار قانون العمل من شأنه أن ينظم العلاقات بين نقابات العمال أصحاب العمل.

### أزمة الغذاء
وثمة مشكلة أخرى واجهتها الحكومة وهي أزمة الغذاء التي كانت أحد الأسباب المحركة للتعبئة الشعبية خلال ثورة 1854 وتفاقمت مع الحكومة عندما سمحت بالاستمرار صادرات القمح إلى أوروبا في الوقت الذي ازداد فيه الطلب بسبب حرب القرم التي شلت صادرات الحبوب من روسيا. إضافة إلى أنتشار وباء الكوليرا في جميع أنحاء البلاد في صيف 1854، وازداد خلال العامين التاليين المضافة. وأدى ذلك إلى أعمال شغب، كما حصل في بورغوس في خريف 1854 عندما منعت شاحنات تحمل القمح من الخروج للشحن من ميناء سانتاندر. وكان رد الحكومة هو خفض ضرائب الاستهلاك لفترة من الوقت وطلبت من المليشيا لقمعها. في أوائل 1856 عندما أعادت الحكومة ضريبة الاستهلاك، بسبب المشاكل الخطيرة التي طالت وزارة الخزانة، فانتشرت أعمال الشغب بسبب الغذاء [الإنجليزية].
وكانت قشتالة هي المنطقة الأكثر تضررا من اضطرابات الخبز في الأشهر الأولى من 1856، حيث احتج المتمردون على ندرة الخبز وارتفاع أسعاره وأحرقت مطاحن دقيق في بعض الأماكن، وفي أماكن أخرى أحرقت مستودعات الحبوب مثل بلد الوليد وبالنثيا وميدينا دي ريوسيكو. وذكر وزير الداخلية في تقريره الذي قدمه للبرلمان في 24 يونيو 1856 نفى فيه ان سبب أعمال الشغب هو الفقر ولكنه نسبها إلى محرضين مجهولين. وأشار مجلس مدينة بلد الوليد إلى تأثير العمال الصناعيين من برشلونة وفالنسيا وأراغون، «المشبعين بأفكار وعادات جديدة وخبيثة تسللت إلى عمال قشتالة الأكثر جهلا وإحباطا».

## الجانب السياسي
بدأ التقدميين في رغبتهم بإنشاء دستور تقدمي، فألغوا دستور المعتدلين 1845 وجرت محاولات لكتابة دستور جديد يستند إلى دستورهم التقدمي لسنة 1837. ولكن فقد تبين أن ليس لديهم وحدة واحدة كافية للاتفاق على النصوص. وبالرغم من ذلك فإنهم دعموا حقوق المواطنين، مثل حرية التعبير وحرية الصحافة، وحرية تكوين الجمعيات السياسية. فنشأت أحزاب سياسية أخرى، بما فيهم الأحزاب الاشتراكية والفيدرالية. فأصبح المشهد السياسي أكثر تعقيدا من ذي قبل. فانطلقت الحركات العمالية تعمل بجد مستفيدة من الحريات الجديدة، وقبل كل شيء عن طريق الإضراب العام. وبدأ الفلاحون أيضا بالاحتجاج والمطالبة بتحسين أحوالهم.
بدأ العمل بإلغاء مركزية البلديات، وإرجاع الانتخابات المحلية. فنتائج الحكومات البلدية هي أيضا مصدرا آخر للضغط على الحكومة التقدمية. من ناحية أخرى، فإن المعتدلين في البرلمان طاردوا التقدميين، مستفيدين من وجود صحافة حرة للهجوم عليهم من اليمينيين.

## الجوانب التشريعية والاقتصادية
في خضم من عدم الاستقرار السياسي، وجهت الحكومة نحو إصلاح اقتصادي كبير. فكان أولا قيام وزير المالية باسكوال مادوث بمصادرة الأملاك العامة: فقد صودرت العقارات التي تملكها البلديات والتنظيمات العسكرية والمستشفيات ودور العجزة وبيوت الأوقاف (بالإسبانية: casas de misericordia) وبيعت لجمع الأموال لصالح الدولة. فقد عانت تلك العقارات من التصرفات السلبية لوكلائها، بالإضافة إلى القرويين الفقراء الذين استخدموا مشاعات البلدية ليعتاشوا فيها. فعندما وضعت هذه الأراضي بيد القطاع الخاص، فإنهم لم يعودوا قادرين على استخدامها. ثانيا، خرج قانون آخر معطيا فوائد وامتيازات كبيرة لمن يستثمر في بناء السكك الحديدية، بالنظر إلى أن النقل كان ضروريا في عمليات التصنيع التي بدأت تتطور في اسبانيا. وبموجب هذا القانون فقد وظف المستثمرين الأجانب وخاصة من فرنسا والمملكة المتحدة رؤوس أموالهم في مشاريع السكك الحديدية، أثبت القانون أيضا انه مفيد جدا للبنوك. ثالثا وأخيرا، محاولة تحرير الخدمات المصرفية وقانون الشركات لتوسيع النظام المالي لضمان التعهد في تمويل التنمية الصناعية.

## الثورة المضادة ونهاية الحقبة
استخدم الجنرال أودونيل وبإيعاز من الجنرال سيرانو الاضطرابات الاجتماعية التي وقعت في الأشهر الأولى من 1856 -أعمال شغب بسبب الغذاء في قشتالة واضرابات في كاتالونيا، وقلاقل في فالنسيا-وذلك لإلقاء خطاب كارثي في الكورتيس كان معدا لإنهاء الحكومة بالدوميرو إسبارتيرو التقدمية والذي كان أودونيل وزيرا للحرب فيها، والتي استلمت زمام السلطة منذ بداية سنتي التقدميين (1854-1856). حيث قال ان الحركات الاحتجاجية مستوحاة من قبيل «مبدأ الاشتراكية» وبدافع من بعض الأفكار «لم تكن معروفة إلى الآن في إسبانيا، [والتي] تسربت اليوم إلى جماهيرنا» وتلخيصها في شعار «نحلها بالحرب!». وقال ان الحكومة يجب ان تنهي تلك «الجرائم» التي هي «أكبر شيء قدمته. أنها ليست سوى هجوم ضد الأسرة وضد الممتلكات وضد الشيء الأكثر قدسية في وجود المجتمع».
قد شارك أعضاء من ميليشيا الوطنية في الاضطرابات، مما جعل أودونيل يثير داخل الحكومة طالبا نزع سلاحهم وأن القمع هي مسئولية الجيش. وفي أوائل يوليو 1856 سافر وزير الداخلية باتريسيو دى لا إسكوسورا إلى بلد الوليد للحكم على أرض الواقع الأزمة الاجتماعية التي كانت هناك، والإجراءات التي اتخذتها السلطات لقمع السخط. وعندما عاد إلى مدريد في 9 يوليو أبلغ الجنرال إسبارتيرو على أن الجيش قد لجأ إلى تدابير عنيفة في القمع. وذلك بعرض المدنيين على محاكم عسكرية وإعدامهم فورا، حتى انه اقترح على الرئيس إسبارتيرو عزل أودونيل الذي كان وزيرا للحرب وهو في النهاية من يتحمل المسؤولية -إن لم يكن هو المحرض -. وكذلك حذر إسكوسورا الجنرال بأن أودونيل وسيرانو يتآمرون ضده، إلا أنه تجاهل ذلك التحذير لأنه كان مقتنعا أن المعتدلين هم من وراء أعمال شغب بسبب الغذاء في قشتالة.
أجبر أودونيل على مجابهة الوضع في قلب الحكومة خلال مواجهته وزير الداخلية باتريسيو دي لا إسكوسورا. ثم انتقل النزاع إلى الملكة التي أيدت أودونيل وقبلت استقالة إسكوسورا، فقدم إسبارتيرو استقالته محبطا بعدما شعر بأنها تنصلت منه، فادعى بأن به مشاكل صحية. فعينت الملكة الجنرال أودونيل رئيسا جديدا للوزراء، وبذا تكون حققت هدفها في إنهاء فترة سنتي حزب التقدم. وصدر مرسوم تعيينه يوم 14 يوليو 1856 بالتزامن مع إعلان الأحكام العرفية في جميع أنحاء إسبانيا تحسبا لثورات التقدميين والديمقراطيين وحتى ردة فعل من بالدوميرو إسبارتيرو نفسه. فقد وقع «الانقلاب المعادي للثورة» عندما بدأت العطلة الصيفية للبرلمان في 1 يوليو، بعدما علقت الموافقة الملكية على الدستور الإسباني الجديد لسنة 1856 الذي انتهى مع نهاية سنتي التقدميين.

### ردود فعل البرلمان والشعب
جاء أول رد فعل على تلك الثورة في ظهر نفس اليوم أي 14 يوليو عندما قامت مجموعة من 83 نائبا (وقيل 91 وفقا لمصادر أخرى) من 350 نائب في مجلس النواب للتصويت بالإجماع تقريبا على اسقاط الحكومة الجديدة، وهو مقترح للنائب الليبرالي ووزير المالية السابق باسكوال مادوث، لأن هذا يعني مقدمة ل«سياسة متناقضة تماما» لما أظهره البرلمان قبل ذلك الحين. وعند عدم تمكنهم من الاستلام من الملكة أغلقوا على أنفسهم في الكونغرس فقضوا ليلة 14 إلى 15 يوليو. ثم أمر أودونيل بتفجير بوابة المبنى ومداهمة قاعة الجلسة. وقد تخلى رجال الميليشيا الذين كانوا يدافعون عن مداخل مبنى البرلمان عن مواقعهم. وفي الساعة 11:30 صباحا غادر المبنى آخر 43 نائبا من الذين قاوموا حتى آخر لحظة (37 من التقدميين و6 ديمقراطيين) وذهبوا إلى ديارهم.
في ذلك الوقت كان الجميع يترقب ردة فعل الجنرال إسبارتيرو، ما يترتب على ذلك من نجاح أو فشل لثورة أودونيل المضادة. وانتظرت قيادة الميليشيا الوطنية في مدريد موافقة إسبارتيرو للمقاومة ووأد الثورة المضادة حيث أنه هو من يقودهم. إلا أن الجنرال رفض تولي زعامة المعارضة -معللا ذلك أنه يعرض نظام إيزابيل الثانية الملكي للخطر- وبعد خطابه بالبرلمان أعطي صيحة «عاش الوطن مستقلا» تاركا العمل السياسي نهائيا. وهذا مما سهل دخول الجيش مدريد مستعملا سلاح المدفعية لسحق الميليشيات. فتلاشت المقاومة يوم 16 يوليو. ثم أنزلت الحكومة مرسوما بحل مجلسي مدينة مدريد ومقاطعتها وأمرت ميليشيا الوطنية بتسليم أسلحتهم. وبعد اختبائه في مدريد توجه إسبارتيرو إلى الملكة يوم 3 أغسطس لتوديعها وغادر إلى مقر إقامته في لاغرونو.
أما أشرس مقاومة تأييدا لإسبارتيرو فكانت من أهالي برشلونة حيث كانوا يهتفون «عاش إسبارتيرو!»، وهم يعلمون أنه لن يتدخل. في 18 يوليو تعرضت المظاهرات لإطلاق نار بأمر من القبطان العام ثاباتيرو. فأقيمت الحواجز في اليوم التالي، وفي 20 يوليو نشب قتال شوارع وتعرضت المدينة للقصف من قلعة مونتجويك. وفي اليوم التالي اقتحم الجنود الحواجز بحرابهم وبدعم من المدفعية، فانتهت الانتفاضة يوم 22 يوليو. «وكانت النتيجة النهائية 63 قتيلا من الجيش وأكثر من أربعمائة قتيل مدني، دون احتساب ضحايا أعمال الانتقام الوحشية اللاحقة». وذكر القنصل الفرنسي في برشلونة ان المسلحين على الحواجز كانوا يهتفون «الموت للملكة... والجنرالات أودونيل وثاباتيرو» مختلطة مع «عاش الجنرال إسبارتيرو» و«تحيا جمهورية ديمقراطية واجتماعية». دفع حجم القمع الوحشي في برشلونة من القبطان العام ثاباتيرو بأن طالبت صحيفة برلمانية بوضع حد لإراقة الدماء: «باسم أقدس اسم في الدين والشرف الوطني»، مما أكد فكرة كثير من الناس «في أنه لايوجد إراقة دماء مدنيين في أي بلد متحضر مثلما جرى في إسبانيا». وفي 31 يوليو استسلم آخر جيوب المقاومة في سرقسطة إلى «انقلاب الثورة المضادة».
بعد أن قمعت جميع حركات المقاومة وخروج إسبارتيرو من المشهد السياسي، أصدرت حكومة أودونيل قرارا بإلغاء الميليشيا الوطنية وحل مجالس المدن ونوابها وقمع الصحافة. ثم أعلن في 2 سبتمبر 1856 مرسوم ملكي بإغلاق الجمعية التأسيسية حتى صدور الدستور، والذي هو دستور 1845 مع تعديل بقانون إضافي يحرر بعض محتوياته. وكانت هذه نهاية فترة سنتي التقدميين.